# Amtsgericht Delbrück

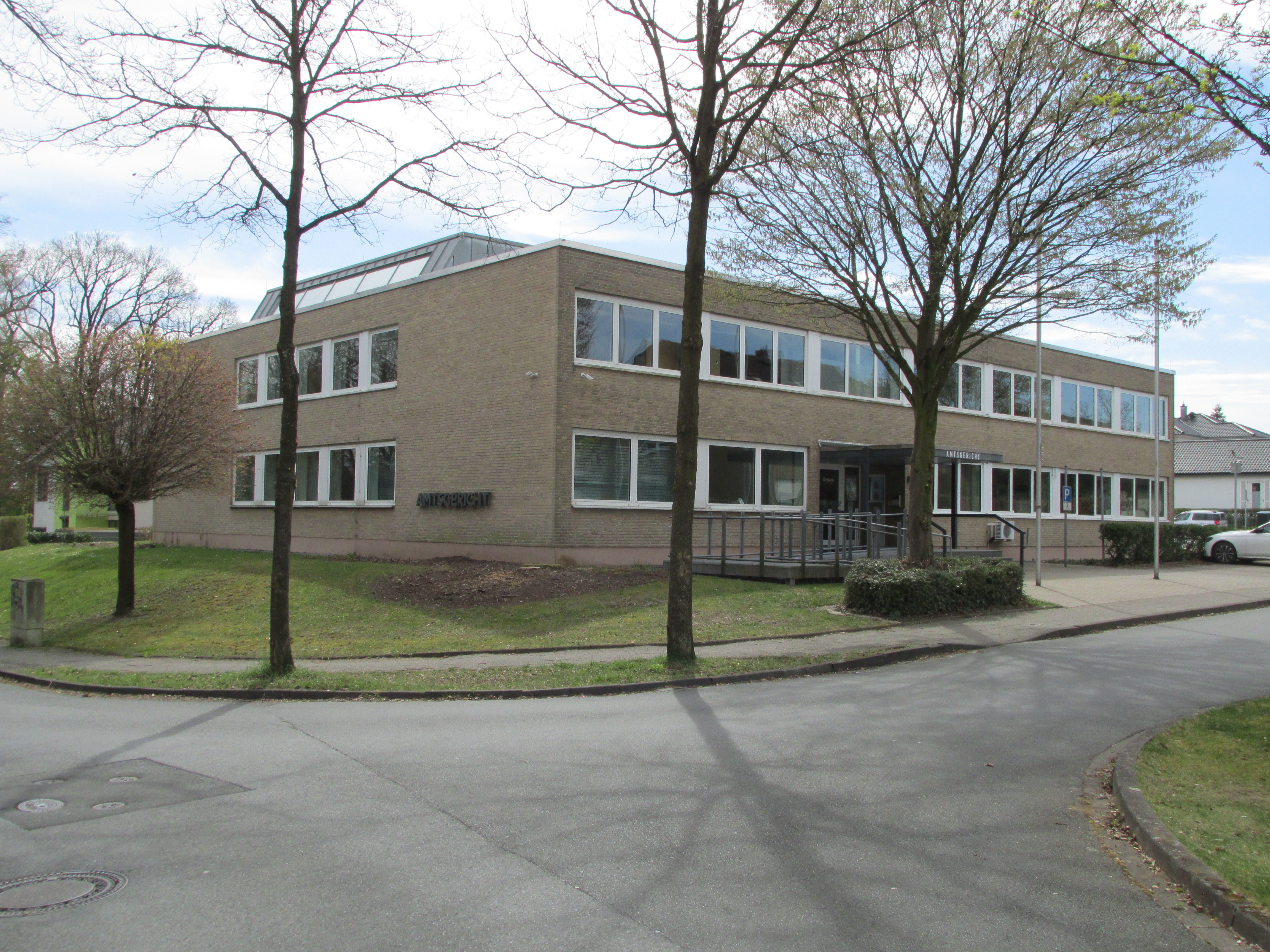
Gerichtsgebäude

Das Amtsgericht Delbrück ist ein Gericht der ordentlichen Gerichtsbarkeit und eines von sechs Amtsgerichten im Bezirk des Landgerichts Paderborn.

## Gerichtssitz und -bezirk
Sitz des Gerichts ist Delbrück in Nordrhein-Westfalen. Der Gerichtsbezirk umfasst die Gemeinden Delbrück und Hövelhof.

## Über- und nachgeordnete Gerichte
Dem Amtsgericht Delbrück ist das Landgericht Paderborn übergeordnet. Zuständiges Oberlandesgericht ist das Oberlandesgericht Hamm. 

## Geschichte
In Delbrück bestand von 1849 bis 1879 die Gerichtskommission Delbrück des Kreisgerichts Paderborn. Im Rahmen der Reichsjustizgesetze wurden 1879 reichsweit einheitlich Oberlandes-, Land- und Amtsgerichte gebildet. Das königlich preußische Amtsgericht Delbrück wurde mit Wirkung zum 1. Oktober 1879 als eines von 17 Amtsgerichten im Bezirk des Landgerichtes Paderborn im Bezirk des Oberlandesgericht Hamm gebildet. Der Sitz des Gerichts war die Stadt Delbrück. Sein Gerichtsbezirk umfasste aus dem Kreis Paderborn das Amt Delbrück. Am Gericht bestand 1880 eine Richterstelle. Das Amtsgericht war damit ein kleines Amtsgericht im Landgerichtsbezirk.